# Baltic Sea Science Center

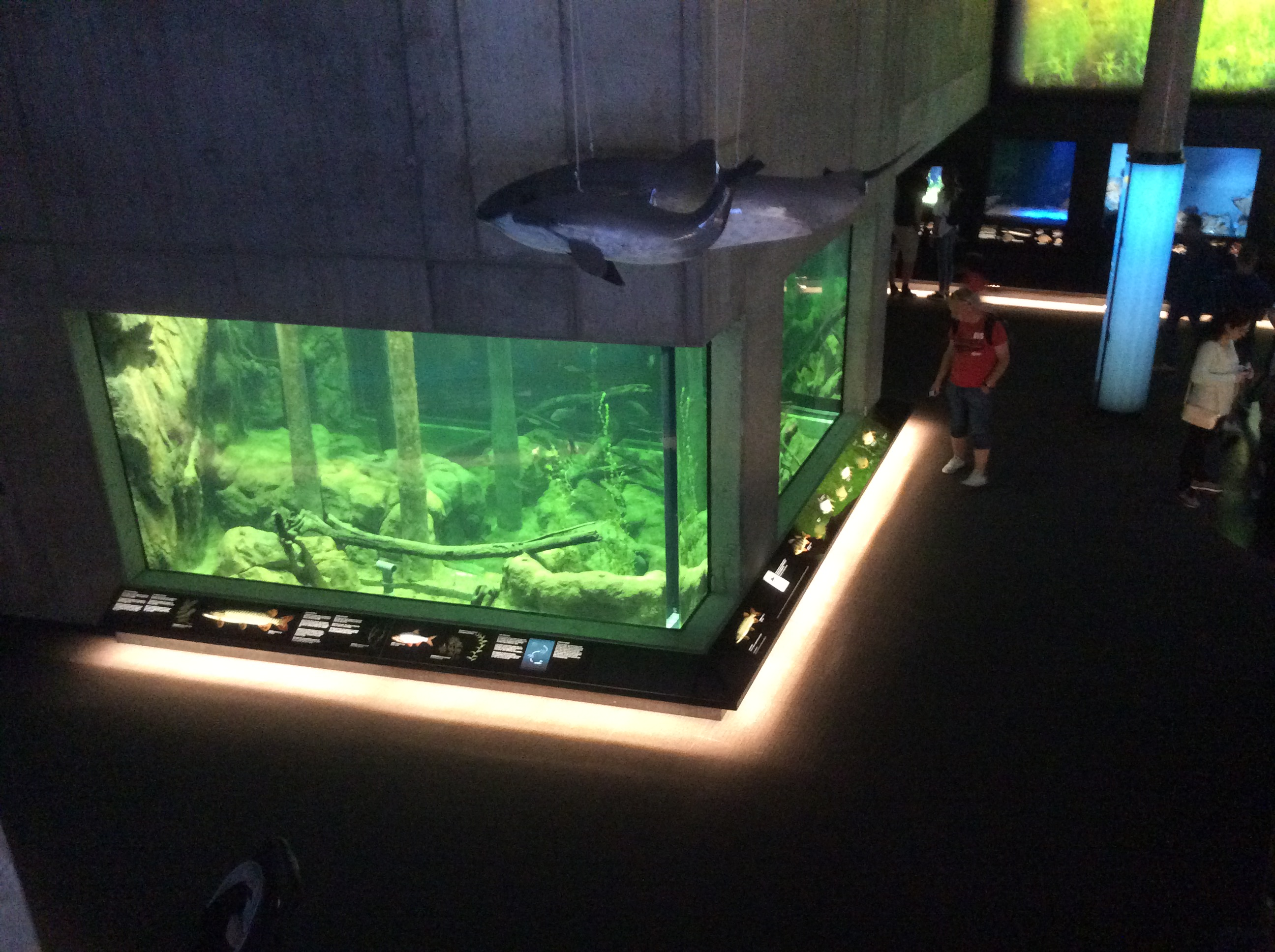
Akvarier

Baltic Sea Science Center, som ingår i Skansen i Stockholm, öppnade i april 2019.
Baltic Sea Science Center visar med akvarier, utställningar och pedagogiska aktiviteter miljön i Östersjön. Verksamheten har etablerats med medel från den av Björn Carlson etablerade stiftelsen Baltic Sea 2020 och i samarbete med Stockholms universitet och Sveriges lantbruksuniversitet.
Baltic Sea Science Center ligger i Nedre Solliden i den södra delen av Skansenområdet. Detta område utformades av Holger Blom och platsen för centrets byggnad är den tidigare sjölejonsbassängen från 1965. Byggnaden, som ritats av Katarina Wahlström, KAWA arkitektur, i nära samarbete med Topia Landskapsarkitekter, är i fem våningar, varav en under mark, och på 2 000 kvadratmeter. Bottenvåningen är i platsgjuten betong, våningen ovanför inglasad och de två översta våningsplanen utgörs av två delvis utkragade byggnadskroppar i trä.

## Bildgalleri

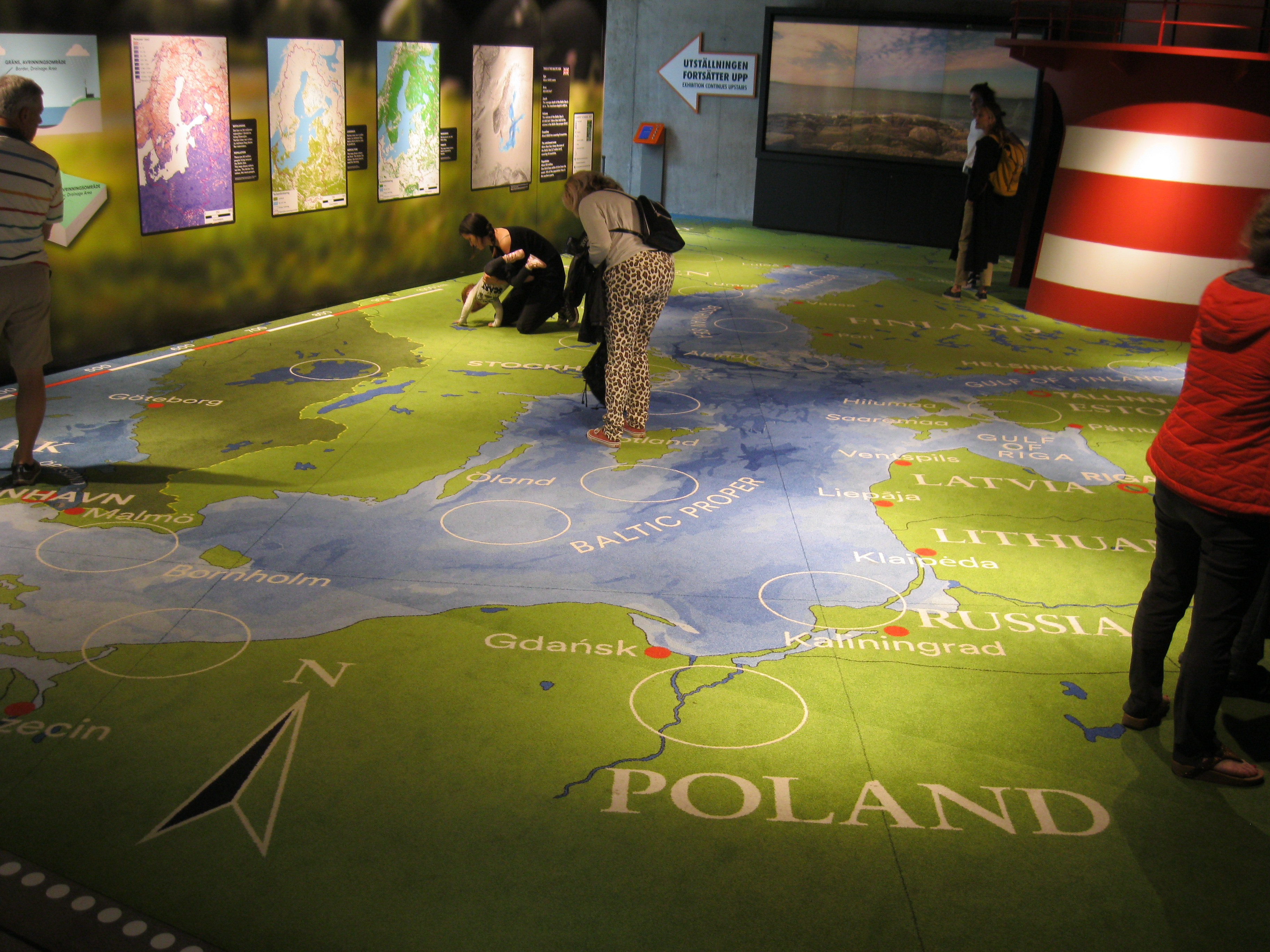
Golvkarta över Östersjön
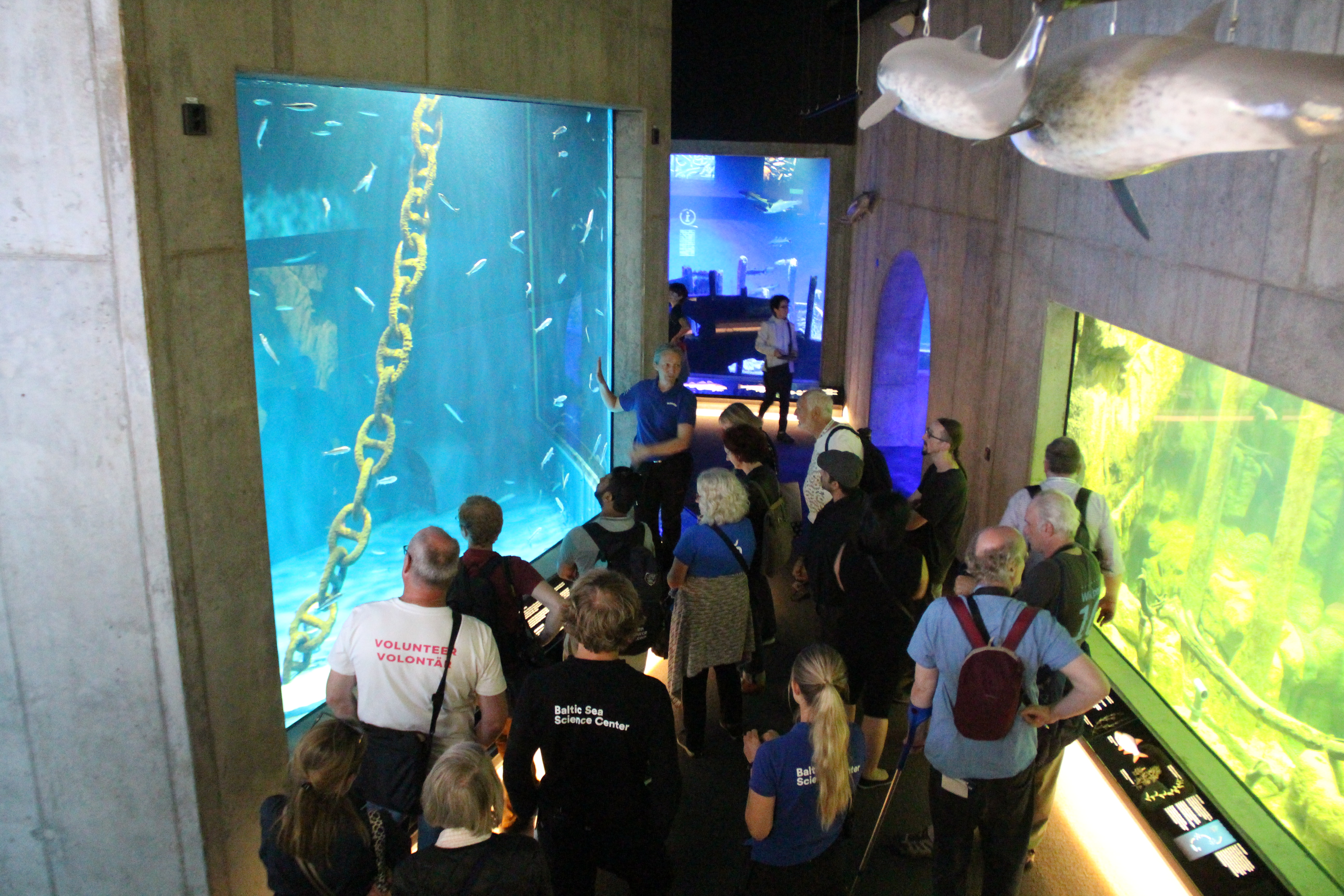
Flera akvarier
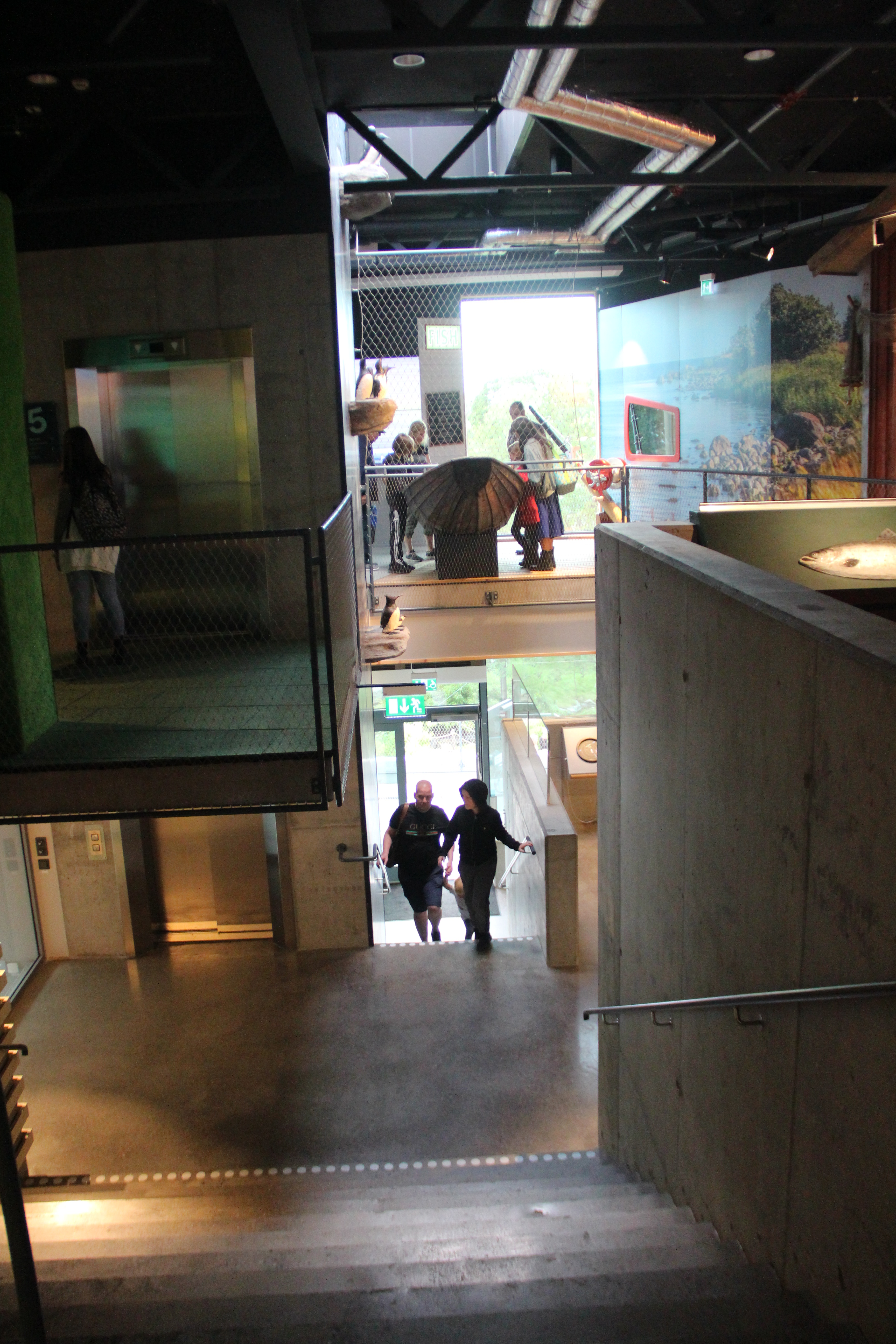
Våningsplan
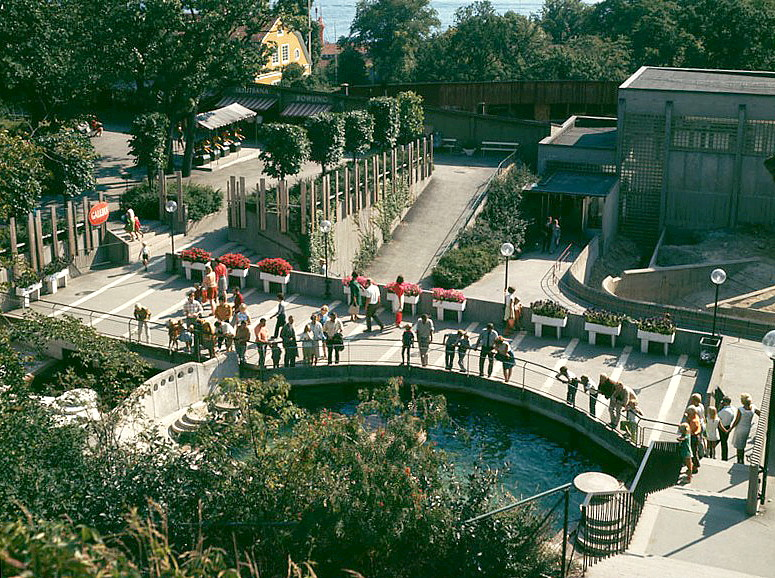
Sjölejonsbassängen och Elefanthuset, 1968
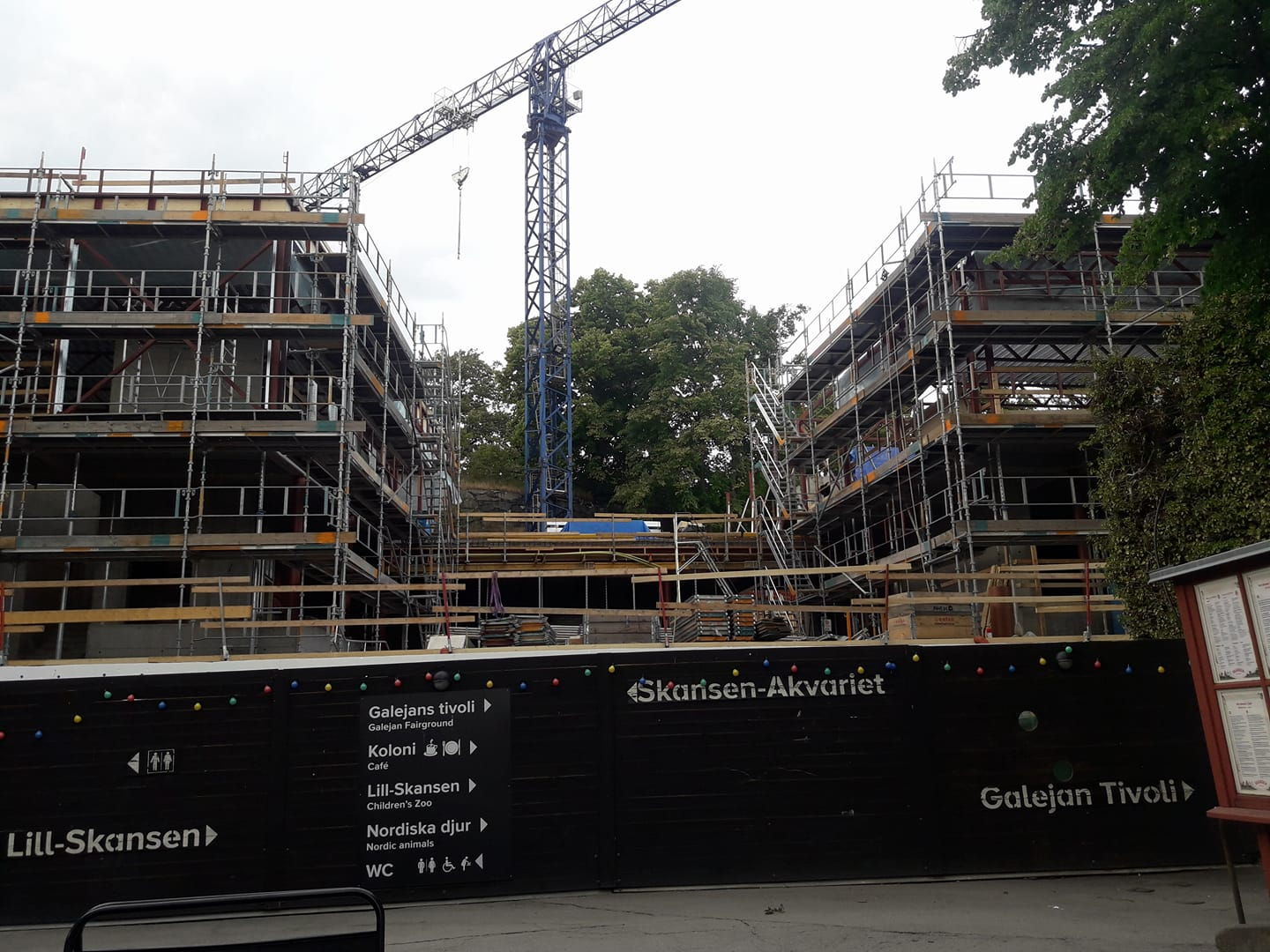
Under byggnad, 2018